# Olbiogaster cognatus
Olbiogaster cognatus är en tvåvingeart som beskrevs av Osten Sacken 1886. Olbiogaster cognatus ingår i släktet Olbiogaster och familjen fönstermyggor.
Artens utbredningsområde är Costa Rica. Inga underarter finns listade i Catalogue of Life.